# Ben Gardane
Ben Gardane (in arabo بن قردان‎?), anche scritta come Ben Guerdane, è una città del sud della Tunisia, nel governatorato di Médenine.
Essendo a 499 km da Tunisi ed a soli 32 km dal confine con la Libia dal villaggio libico di Ras Ajdir, inoltre è la città tunisina più lontana dalla capitale.
È nota per la sua consistente popolazione di dromedari, valutata in 15 000 esemplari, alla quale è dedicato un festival annuale che si tiene nel mese di giugno.